# Glarus (cantão)

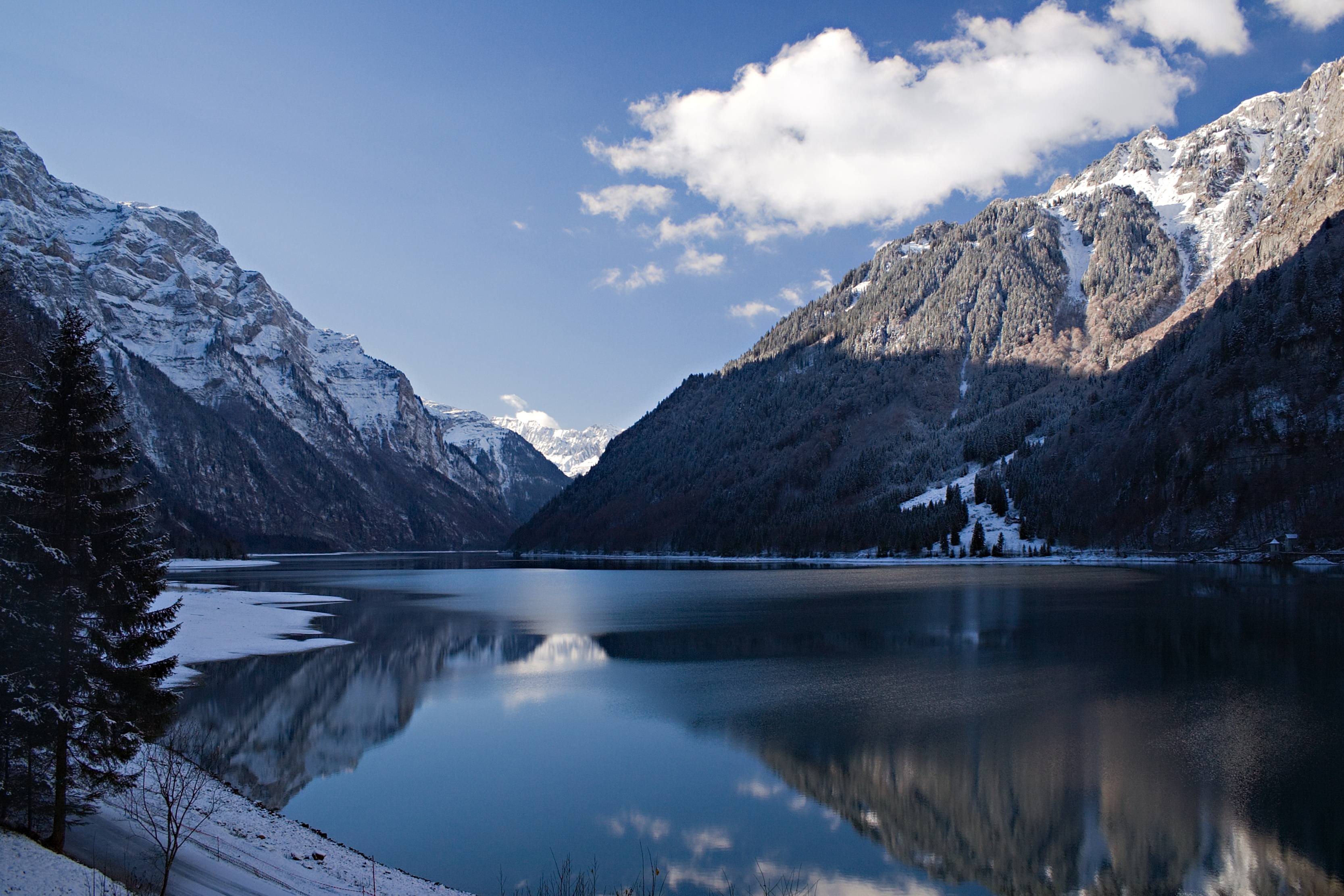
O Klöntalersee, um lago natural no cantão de Glarus, Suíça.

O Glarus ou Glaris é um cantão germanófono da Suíça, situado no centro do país. Sua capital é a cidade de Glarona. Foi uma possessão dos Habsburgo entre 1264 e 1352, quando se tornou membro da confederação suíça.
Assim como outros 10 cantões, este não tem distritos, mas está dividido directamente em comunas.
Possui, em Mollis, um museu dedicado à vida e legado de Anna Göldi, a última pessoa a ser executada por bruxaria. 

## Idiomas
A língua oficial do cantão é o alemão, falado por 85,8% da população, de acordo com o censo de 2000. A segunda língua mais importante é o italiano, com 4,4%. O português é a sétima língua mais falada no cantão (0,8%).